# Кенансвил (Северна Каролина)
Кенансвил (енгл. Kenansville) град је у америчкој савезној држави Северна Каролина.

## Демографија
По попису из 2010. године број становника је 855, што је 294 (-25,6%) становника мање него 2000. године.
| Група             | 2000.       | 2010.       |
| Белци             | 582 (50,7%) | 482 (56,4%) |
| Афроамериканци    | 528 (46,0%) | 323 (37,8%) |
| Азијати           | 5 (0,4%)    | 9 (1,1%)    |
| Хиспаноамериканци | 31 (2,7%)   | 33 (3,9%)   |
| Укупно            | 1.149       | 855         |